# Bíblia Thompson
A Bíblia de Referência Thompson - com Versículos em Cadeia Temática, ou somente Bíblia Thompson, é uma Bíblia de estudo evangélica editada por Frank Charles Thompson e publicada no Brasil pela editora Vida. Utiliza o texto Bíblico da Almeida Edição Contemporânea (AEC). É como uma mini enciclopédia bíblica e é considerada um clássico entre os leitores da Bíblia no Brasil. 
São mais de 7.000 nomes, lugares e temas, totalizando cerca de 100 mil referências por assunto. Conta ainda com Suplemento Arqueológico, Concordância, Mapas, Estudos Bíblicos Ilustrados, Biografia de Personagens, Devocionais e Análise de cada livro da Bíblia, com contexto histórico, cronologia, tema principal e outros pontos de interesse especial.

## História
A Bíblia Thompson teve início em caráter pessoal. O Dr. Thompson, pastor evangélico, fazia extensas anotações de seus estudos devocionais para uso em suas preleções no púlpito das igrejas. As notas começaram a ser escritas no início de 1890 e depois de dez anos, o tamanho do volume e a qualidade do trabalho, foram notadas e o incentivaram a publicá-las, sendo oferecido a ele pagamento para a publicação. Em 1908 houve a primeira edição pela editora Methodists Book Concern of Dobbs Ferry, em Nova York. E, em 1913, chegou ao público a segunda edição por outra editora - fundada por Thompson e um sócio - a Kirkbride Bible Company, em Indianapolis - Indiana.
As primeiras publicações em inglês tinham como texto bíblico a tradução King James. Atualmente, são: New King James Version, New International Version e New American Standard Bible (versão 1977). No idioma português, está disponível na tradução João Ferreira de Almeida, versão Edição Contemporânea (Editora Vida).
No Brasil, as referências de Thompson chegaram em 1976 através da Sociedade Religiosa Edições Vida Nova, como apêndice da Bíblia Vida Nova. Esta publicação continha também notas de rodapé, cujo editor responsável é Russell Shedd. Hoje em dia, as referências de Thompson e as notas de rodapé de Sheed estão publicadas separadamente, sendo que as notas de rodapé são encontradas na publicação denominada Bíblia Shedd.

## Características
- A versão do texto bíblico utilizado é a Almeida Edição Contemporânea (AEC).
- Referência em cadeia: São mais de 7000 nomes, lugares e temas, totalizando cerca de 100 mil referências por assunto.
- Análise de cada livro: São destacados a autoria, a ocasião histórica do texto, o tema principal e outros pontos por assunto.
- Biografia de personagens: Os personagens mais importantes da Palavra de Deus têm sua vida analisada. Os principais acontecimentos relacionados a eles são objetos de estudo.
- Suplemento Arqueológico: Quase 80 páginas, ilustradas com fotos, sobre as evidências científicas que comprovam os fatos relatados nas Escrituras.
- Concordância: Mais de 35 000 verbetes da Bíblia, que o ajudarão a localizar rapidamente os textos que trazem o assunto.
- Devocionais: Você poderá utilizá-los em seu grupo de estudo ou mesmo em seu momento devocional. São mais de 100 diferentes temas.
- Mapas Coloridos: 16 páginas de mapas bíblicos coloridos para você visualizar e aprender melhor alguns temas da Palavra.
- Estudos Ilustrados: São diversos estudos bíblicos ilustrados, com vários gráficos que o ajudarão a compreendeu melhor a Bíblia.
- Profecias: Conheça diversas profecias e as datas em que foram cumpridas na História.

## Recomendação
No Brasil a Bíblia Thompson é referência entre muitos pregadores evangélicos, devido ser considerada a melhor Bíblia de estudo por diversos pastores influentes e estudiosos.[carece de fontes?] É altamente recomendada pelo pastor Manassés Moraes ou apenas Pregador Manassés, pastor influente nas redes sociais, que é o fundador da escola Clube de Pregadores, tendo muitos alunos pregadores de influência no Brasil, que declara a todos os alunos que a Bíblia Thompson é a melhor Bíblia de estudo para um exegeta experiente, justamente por causa de sua ampla lista em cadeia temática de versículos.[carece de fontes?] Segundo o pastor Manassés, um pregador precisa, acima de tudo, deixar a Bíblia interpretar a própria Bíblia, trabalho que a Thompson facilita.[carece de fontes?]